# Masaya Sato
Masaya Sato (佐藤 将也 Satō Masaya?, nacido el 10 de febrero de 1990 en Hamamatsu, Shizuoka) es un exfutbolista japonés. Jugaba de defensa y su último club fue el Fujieda MYFC de Japón.

## Trayectoria

### Clubes
| Club           | País  | Año         |
| -------------- | ----- | ----------- |
| Nagoya Grampus | Japón | 2008 - 2009 |
| Thespa Kusatsu | Japón | 2010        |
| FC Ryukyu      | Japón | 2011 - 2012 |
| Fujieda MYFC   | Japón | 2013 - 2015 |

## Estadística de carrera

### J. League
| Club           | Año   | J. League | J. League | Copa J. League | Copa J. League | Total | Total |
| Club           | Año   | Part.     | Goles     | Part.          | Goles          | Part. | Goles |
| -------------- | ----- | --------- | --------- | -------------- | -------------- | ----- | ----- |
| Nagoya Grampus | 2008  | 0         | 0         | 1              | 0              | 1     | 0     |
| Nagoya Grampus | 2009  | 2         | 0         | 2              | 0              | 4     | 0     |
| Thespa Kusatsu | 2010  | 10        | 0         | -              | -              | 10    | 0     |
| Fujieda MYFC   | 2014  | 30        | 2         | -              | -              | 30    | 2     |
| Fujieda MYFC   | 2015  | 27        | 1         | -              | -              | 27    | 1     |
| Total          | Total | 69        | 3         | 3              | 0              | 72    | 3     |